# Willisus gertschi
Willisus gertschi är en spindelart som beskrevs av Roth 1981. Willisus gertschi ingår i släktet Willisus och familjen panflöjtsspindlar. Inga underarter finns listade i Catalogue of Life.